# Southside (album Lloyd)
Southside è l'album studio di debutto del cantante statunitense Lloyd, pubblicato dalla The Inc/Def Jam il 20 luglio 2004 negli Stati Uniti. L'album è stato prodotto da Chink Santana, Rodney Jerkins, Irv Gotti e Jasper Cameron, ed è arrivato all'undicesima posizione della Billboard 200,.

## Tracce
1. ATL Tales / Ride Wit Me (feat. Ja Rule) - 5:16
2. Hey Young Girl - 3:57
3. Southside (feat. Ashanti) - 4:37
4. Feelin You - 4:08
5. Take It Low - 4:28
6. Hustler (feat. Chink Santana) - 3:37
7. My Life - 4:07
8. Cadillac Love (feat. Taniya Walter) - 3:55
9. Trance (feat. Lil' Wayne) - 4:42
10. Feels So Right - 4:38
11. This Way - 4:07
12. Miss Lady (Interlude) - 1:45
13. Sweet Dreams - 4:12
14. I'm a G - 3:48
15. Yesterday - 5:21
16. Southside (Remix) (feat. Scarface e Ashanti) - 5:18